# 蒙戈捷
蒙戈捷（法語：Montgothier，法語發音：[mɔ̃ɡɔtje]）是法国芒什省的一个旧市镇。1973年3月15日，蒙戈捷与邻近的8个市镇以关联合并的形式并入市镇伊西尼-勒比阿，蒙戈捷成为了伊西尼-勒比阿的关联市镇。

## 地理
蒙戈捷（48°38'35.2"N, 1°11'38.9"W）位于法国诺曼底大区芒什省，该省份为法国西北部沿海省份，西、北、东北三面环大西洋，东起顺时针与卡爾瓦多斯省、奧恩省、马耶讷省和伊勒-维莱讷省接壤。
蒙戈捷的时区为UTC+01:00、UTC+02:00（夏令时）。

## 行政
蒙戈捷的邮政编码为50540，INSEE市镇编码为50344。

## 人口
蒙戈捷于2018年1月1日时的人口数量为243人。